# William Frederick, 2. Duke of Gloucester and Edinburgh

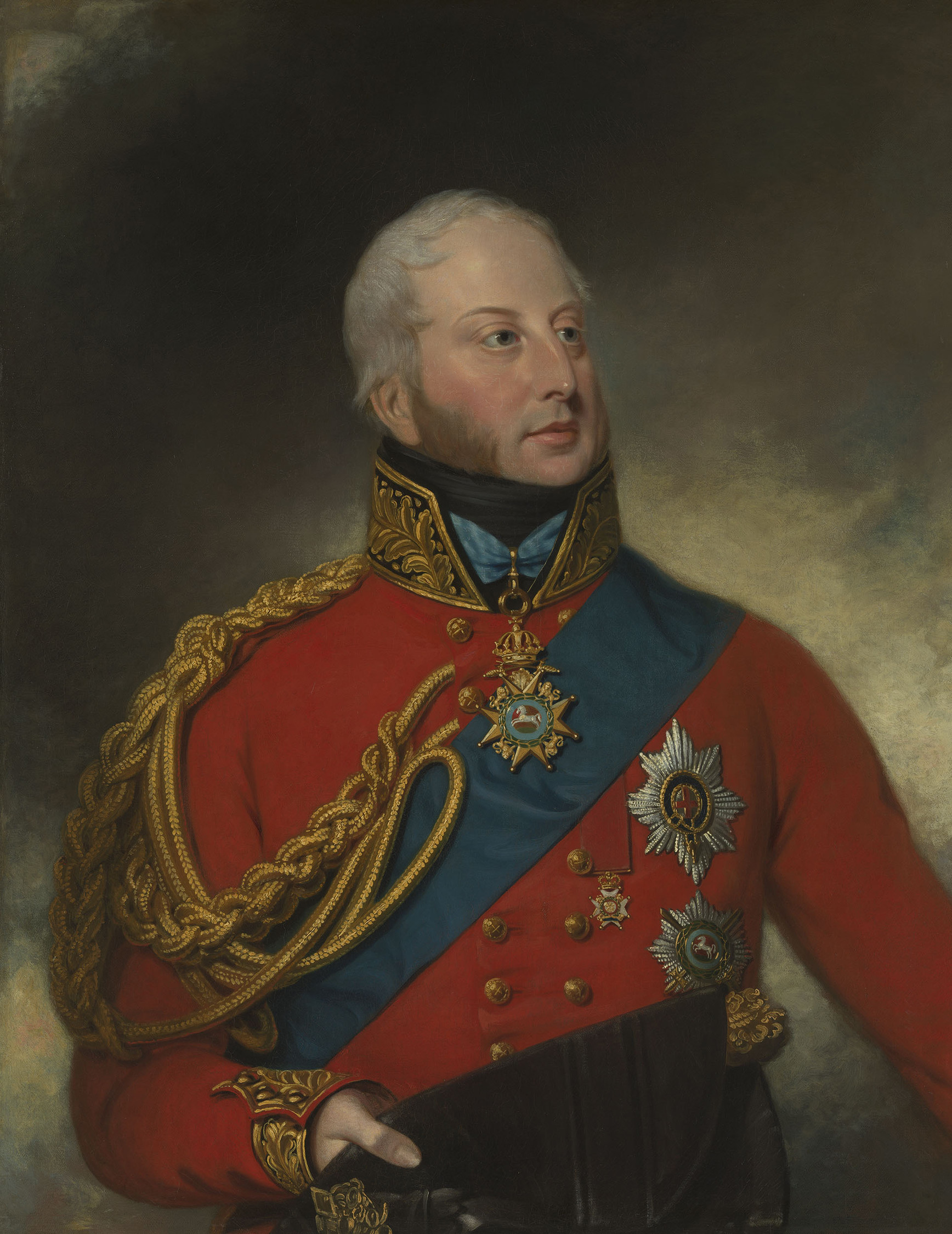
William Frederick, 2. Duke of Gloucester and Edinburgh

Prince William Frederick, 2. Duke of Gloucester and Edinburgh (* 15. Januar 1776 in Rom; † 30. November 1834 in Bagshot Park, Surrey) war ein Mitglied der britischen Königsfamilie.

## Leben
Er war der einzige Sohn und Erbe von Prince William Henry, 1. Duke of Gloucester and Edinburgh und dessen Gemahlin Maria Walpole. Wegen der als nicht standesgemäß geltenden Ehe seines Vaters mit einer Bürgerlichen galt er zwar als königlich-britischer Prinz, nicht aber als braunschweigisch-lüneburgischer Herzog, da für die Erbfolge in den Stammlanden seines Hauses strenge Ebenbürtigkeitsregeln galten.
Mit dem Tod seines Vaters am 25. August 1805 erbte er die Titel Duke of Gloucester and Edinburgh und Earl of Connaught.
Er studierte von 1787 bis 1790 am Trinity College der Universität Cambridge. Er erwarb dort 1790 den Abschluss eines Master of Arts und 1796 den eines Doctor of Laws. 1794 wurde er als Knight Companion in den Hosenbandorden und am 14. Januar 1797 als Fellow in die Royal Society aufgenommen. Er trat 1793 anlässlich der Koalitionskriege trat er als Captain des 1st Regiment of Foot Guards in die British Army ein. Er nahm von März bis Mai 1794 am Feldzug in Flandern teil und wurde anschließend Colonel des neuaufgestellten 115th Regiment of Foot. Im Februar 1795 zum Major-General befördert, kommandierte er beim Invasionsversuch in Holland von September bis Oktober 1799 eine Brigade und wurde mentioned in despatches. Im November 1795 wurde er zum Colonel des 6th (1st Warwickshire) Regiment of Foot ernannt. Er wurde in der Folgezeit auf Dienstposten in der Großbritannien eingesetzt und unterdessen im November 1799 zum Lieutenant-General und im April 1808 zum General befördert. Von 1806 bis zu seinem Tod war er Colonel des 3rd Regiment of Foot Guards und 1816 stieg er in den Rang eines Field Marshal auf. Von 1827 bis 1834 war er als „Gouverneur von Portsmouth“ befehlshabender General des englischen Heimatverteidigungsbezirks South-West District. Von 1811 bis 1834 war er Kanzler der Universität Cambridge. Er beteiligte sich kaum an der Politik, setzte sich aber sowohl im House of Lords als auch als Präsident der African Institution vehement für die Abschaffung der Sklaverei ein.
Im Alter von vierzig Jahren heiratete er am 22. Juli 1816 seine ebenfalls bereits vierzigjährige Cousine Prinzessin Maria (1776–1857), die viertälteste Tochter seines Onkels König Georg III. Die Ehe blieb kinderlos. Mangels eines Erben erloschen seine Adelstitel bei seinem Tod, 1834.